# Protoblepharon rosenblatti
Protoblepharon rosenblatti – gatunek ryby z rodziny Anomalopidae.

## Zasięg występowania
E. rosenblatti występuje w wodach okalających Wyspy Cooka.

## Etymologia
Nazwa rodzajowa: gr. πρωτο- prōto- – pierwszy, świeży; βλεφαρον blepharon – powieka, rzęsa. Epitet gatunkowy: Richard Heinrich Rosenblatt (ur. 1930), amerykański ichtiolog.